# 泰洛
泰洛（法語：Thélod，法語發音：[telo]）是法国默尔特-摩泽尔省的一个市镇，位于该省南部，属于南锡区。

## 地理
泰洛（48°32'45"N, 6°2'43"E）面积10.76 平方千米，位于法国大東部大區默尔特-摩泽尔省，该省份为法国东北部内陆省份，是洛林的一部分，北邻比利时、卢森堡，北起顺时针与摩泽尔省、下莱茵省、孚日省和默兹省接壤。
与泰洛接壤的市镇（或旧市镇、城区）包括：热尔米尼、戈维莱、乌代尔蒙、迈济耶尔、马尔特蒙、帕雷圣塞赛尔、克瑟耶。

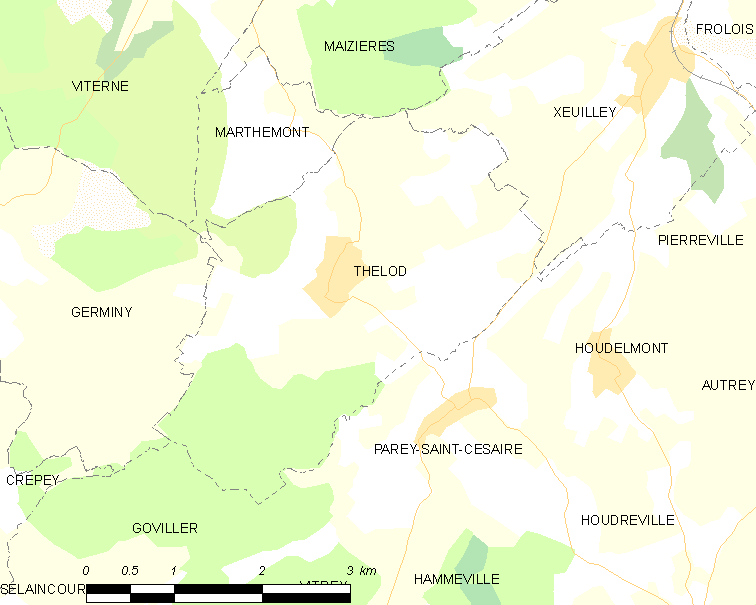
泰洛的OSM定位图

泰洛的时区为UTC+01:00、UTC+02:00（夏令时）。

## 行政
泰洛的邮政编码为54330，INSEE市镇编码为54515。

## 政治
泰洛所属的省级选区为梅讷欧桑图瓦县。

## 人口

1962-2008年间泰洛人口变化图示

泰洛于2022年1月1日时的人口数量为250人。